# 短穗竹属
短穗竹属（学名：Brachystachyum）是禾本科下的一个属，为灌木状竹。该属仅有短穗竹（Brachystachyum densiflorum）一种，分布于中国江苏和浙江。